# Mordellistena rufescens
Mordellistena rufescens är en skalbaggsart som beskrevs av Smith 1882. Mordellistena rufescens ingår i släktet Mordellistena och familjen tornbaggar. Inga underarter finns listade i Catalogue of Life.